# Chrysobothris paragrindeliae
Chrysobothris paragrindeliae es una especie de escarabajo del género Chrysobothris, familia Buprestidae. Fue descrita científicamente por Knull en 1943.